# Lysorophus

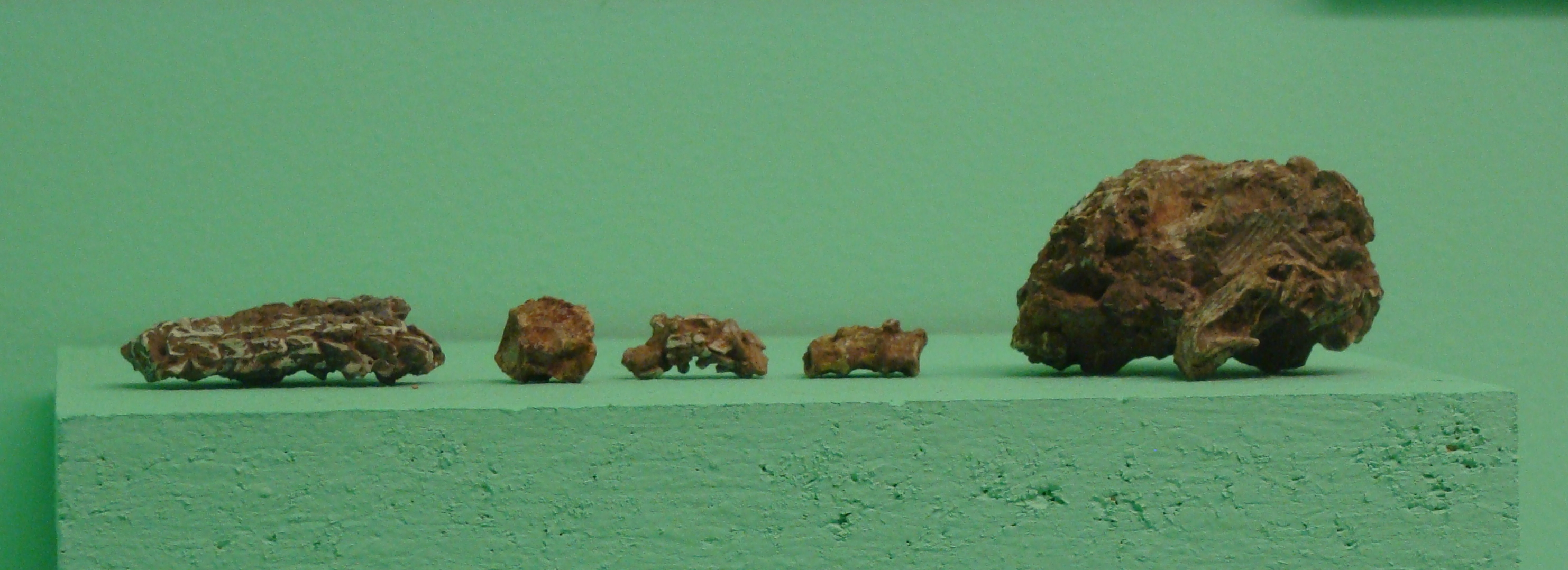
Cráneo y vértebras de Lyrosophus sp.

Lysorophus es un género extinto de lepospóndilos (pertenecientes al grupo Lysorophia) que vivieron desde finales del período Carbonífero hasta comienzos del período Pérmico, en lo que hoy son los Estados Unidos. Presentaban cuerpos elongados, que oscilaban entre 7,5 y 75 cm, adaptados a una vida acuática. Poseían un tronco de unas 100 vértebras y una larga cola compuesta por otras 15 vértebras adicionales. Por otra parte, las costillas eran robustas, alargadas y recurvadas y las extremidades presentes vestigiales. El cráneo era pequeño y las mandíbulas presentaban pequeños dientes cónicos y afilados. Exhibían también largos elementos branquiales, lo que sugiere la presencia de branquias externas. El estudio de Olson (1971) indica que estaban adaptados a una vida en el subsuelo en zonas lodosas dentro de pequeños cuerpos de aguas, recurriendo a la estivación como medio para afrontar sequías periódicas.